# Jos Hinsen
Jos Hinsen (Rijkevorsel,  14 april 1931 – Turnhout, 15 maart 2009) was een Nederlands profwielrenner, geboren in België.

## Biografie
Hij was profwielrenner van 1953 tot 1962.  
Hinsen was een bescheiden coureur met weinig in het oog springende uitslagen. De meest opvallende prestatie was zijn etappeoverwinning in de Ronde van Frankrijk in 1955. 

## Belangrijkste uitslagen
- 1955 
  - 3e in Gent-Wevelgem
  - 1e in de 7e etappe Ronde van Frankrijk
- 1958
  - 10e Omloop Het Volk
  - 1e in Rijkevorsel
- 1959
  - 4e in het wegkampioenschap van Nederland

## Resultaten in voornaamste wedstrijden
| Jaar | Ronde van Italië | Ronde van Frankrijk | Ronde van Spanje |
| ---- | ---------------- | ------------------- | ---------------- |
| 1955 |                  | 41e (1)             |                  |
| 1956 |                  | opgave              |                  |
| 1957 |                  |                     |                  |

| Jaar | Luik-Bast.‑Luik |
| ---- | --------------- |
| 1955 |                 |
| 1956 |                 |
| 1957 | 20e             |